# Élections à Porto Rico
Les élections à Porto Rico sont régies par l'article VI de la Constitution de Porto Rico (en) et le code électoral de Porto Rico pour le XXIe siècle. Tous les processus électoraux sont supervisés et gérés par la Commission électorale de l'État de Porto Rico (en).
Il existe trois types de processus électoraux :
- Les élections générales qui se tiennent tous les 4 ans le premier mardi après le premier lundi du mois de novembre et qui permettent d'élire:
  - Le gouverneur,
  - Le commissaire résident,
  - Les membres de l'Assemblée législative formée :
    - du Sénat
    - de Chambre des représentants

  - les maires et les conseils municipaux.
- les référendums
- les élections spécifiques, généralement quand un poste se retrouve vacant.